# Severn Beach (stacja kolejowa)
Severn Beach – stacja kolejowa w miejscowości Severn Beach, w hrabstwie Gloucestershire, w Anglii. Położona jest na linii kolejowej Severn Beach Line, 12 km od stacji Bristol Temple Meads. Jest stacją końcową linii.

## Ruch pasażerski
Stacja obsługuje 180 444 pasażerów rocznie (dane za okres od kwietnia 2021 do marca 2022). Posiada bezpośrednie połączenia z Bristol Parkway, Clifton Down. Pociągi odjeżdżają ze stacji w odstępach godzinnych w każdą stronę. 

## Obsługa pasażerów
Przystanek autobusowy. Stacja nie posiada parkingu samochodowego, miejsce parkingowe dla czterech rowerów. Odprawa podróżnych odbywa się w pociągu.